# Tratado García-Herrera
O Tratado García-Herrera foi um acordo de fronteira entre o Peru e o Equador, assinado por Pablo Herrera González do Equador e Arturo García Chávez do Peru.

## Antecedentes
Em outubro de 1888, o governo do Equador propôs ao seu homólogo do Peru a formação de uma comissão de demarcação para resolver os seus conflitos relativos à fronteira comum. Esta comissão seria composta por dois representantes de cada lado, conforme havia sido acordado no Tratado de Guayaquil de 22 de setembro de 1829. O governo do Peru considerou esta comissão como um trabalho preparatório para estudar e documentar o terreno em que o governo espanhol iria proclamar a sua arbitragem, enquanto o governo equatoriano aproveitou a oportunidade para propor negociações diretas e dispensar a mediação espanhola. O chanceler peruano, Isaac Alzamora, aceitou a proposta.

## Assinatura do tratado
As conversações foram realizadas entre os plenipotenciários Pablo Herrera González, do Equador, e Arturo García Chavez, do Peru; estas culminaram em 2 de maio de 1890 com a assinatura do Tratado Herrera-García, pelo qual o Peru manteve Tumbes e Jaén, e o Equador conservava Quijos, Canelos e grande parte de Maynas.
Para os peruanos, o tratado era um absurdo, pois supostamente cedeu cerca de 300 mil km² de terras amazônicas ao Equador, sem que tivesse ocorrido um confronto militar. O governo de Andrés Avelino Cáceres justificou-se dizendo que o tratado era um acordo transacional, pois era urgente resolver a litígio da fronteira norte, dado que o plebiscito de Tacna e Arica (províncias peruanas meridionais ocupadas pelo Chile) estava para acontecer em breve e era de extrema importância que a chancelaria peruana colocasse todos os seus esforços diplomáticos neste assunto.
O congresso equatoriano aprovou o tratado, mas o seu homólogo peruano, sob pressão dos representantes amazônicos, modificou-o em diversas partes antes de aprová-lo. O Equador não aceitou então qualquer revisão do Tratado, enquanto o Peru permaneceu inflexível na sua posição. Depois disso, o tratado foi declarado insubsistente (sem fundamento) pelo Equador, preferindo continuar com negociações diretas.